# Демидди, Альберто
Альберто Демидди (исп. Alberto Demiddi, 11 апреля 1944, Буэнос-Айрес, Аргентина — 25 октября 2000, там же) — аргентинский спортсмен (академическая гребля), двукратный призёр Олимпийских игр, чемпион мира (1970).

## Спортивная карьера
- Бронзовый призёр Олимпийских игр 1968 в гребле на одиночке.
- Серебряный призёр Олимпийских игр 1972 в гребле на одиночке.